# Castello di Medesano
Das Castello di Medesano ist eine abgegangene mittelalterliche Niederungsburg auf dem Hügel in Medesano in der italienischen Region Emilia-Romagna.

## Geschichte
Die erste Burg an dieser Stelle ließ zwischen 1140 und 1145 Oberto I. Pallavicino errichten, vermutlich auf den Resten des alten „Castrum Medexani“, einem Heerlager, das die Römer über dem Zugang zum Tarotal errichteten, das von der Via Aemilia Scauri durchquert wurde. Die erhöhte Position in der Nähe des Flusses an den ersten Hügeln des Appennin erwies sich auch im Mittelalter als strategisch günstig, da sie die Kontrolle der Verkehre entlang der Via Francigena ermöglichte.
Der Markgraf setzte dort seinen Sohn Delfino ein, der 1150 den Angriff der Truppen seines Bruders Guglielmo über sich ergehen lassen musste. Die Burg wurde zerstört und sofort wiederaufgebaut, aber 1162 wurde sie erneut von den Truppen der Piacentiner unter Mithilfe derer aus Fidenza verwüstet. 1189 bestätigte der Kaiser des Heiligen Römischen Reiches, Friedrich Barbarossa, Oberto I. Pallavicino die Feudalrechte.
1247, nach der Machtergreifung der Guelfen über das ghibellinische Parma, zu dem Medesano gehörte, ging Friedrich II. gegen die Stadt. 1248 griffen seine Truppen unter der Führung des Markgrafen Manfredo II. Lancia die Burg von Medesano an, eroberten und zerstörten sie. Friedrich II. ließ sie wiederaufbauen und verlehnte sie dem Markgrafen Oberto II. Pallavicino. Dennoch eroberten die Truppen von Parma, gestärkt durch den Sieg in der Schlacht gegen den Kaiser, die Burg zurück, die drei Jahre später erneut von den entflohenen Ghibellinen angegriffen wurde. Die Guelfen aus Parma, die vom päpstlichen Legaten Gregorio da Montelongo unterstützt und denen von den Truppen aus Piacenza geholfen wurde, starteten einen Gegenangriff und Oberto II. Pallavicino war gezwungen, sich zu ergeben.
1312 eroberte der Ghibelline Jacopo da Cornazzano, der mit den Rossis verbündet war, die Festung und nahm sie so dem Herrn von Parma, Giberto III. da Correggio, weg, plünderte die umliegenden Ländereien und steckte das Kloster Fontevivo in Brand. Aus Rache zündeten die Guelfen im Folgejahr das Castello di Medesano an, das so vollständig zerstört und anschließend von den Rossis wiederaufgebaut wurde. Dennoch wurde die Burg von den Guelfen aus Parma 1335 erneut angegriffen und erobert.
1395 wurde die Festung von den Pallavicini zurückerobert, aber 1403 wurde sie zusammen mit der benachbarten Siedlung von Niccolò Pallavicino, dem Nachkommen der Familie, geplündert. Die Da Correggios nutzten dies und nahmen sie in Besitz. 1416 überzeugte der Markgraf Antonio Pallavicino den Herzog von Mailand, Filippo Maria Visconti, die Rückgabe der Burg an Galeazzo da Correggio durchzusetzen, der sich jedoch weigerte und, als er von den mailändischen Truppen angegriffen wurde, es eher vorzog, sie anzuzünden, anstatt sie unbeschädigt dem Feind zu überlassen. Die Burg, die später wiederaufgebaut wurde, gelangte unter die Kontrolle von Ludovico Sforza.
1495, am Ende der Schlacht bei Fornovo, übernachtete der König von Frankreich, Karl VIII., in der Burg und begrub dort seinen in der Schlacht gefallenen Bruder.
Später verlor Medesano seine strategische Bedeutung, die es bis dahin hatte. Als die Verteidigungsbedürfnisse geringer wurden, verfiel die Burg, die aus einem großen Turm und der angeschlossenen Residenz des Kastellans bestand, zusehends. Sie wurde zunächst den Mischis zugesprochen und dann den Sanvitales. Von letzteren fiel das Eigentum an die herzogliche Liegenschaftsverwaltung, um dann in der zweiten Hälfte des 18. Jahrhunderts an die Adelsfamilie Grossardi verkauft zu werden, die bereits seit dem 17. Jahrhundert eine Villa und mehrere Hektar Land in Medesano besaßen.
Anstelle der Burg ließ Angelo Grossardi, ab 1741 herzoglicher Kapitän, eine verschwenderische Villa mit Kapelle und Privattheater errichten. In den ersten Jahren des 20. Jahrhunderts erbte der Botschafter Antonio Grossardi das Anwesen von seinem Onkel Pompeo und verkaufte es an den Orden der Schwestern der Heiligen Cäcilia, die das Gebäude in ein Kloster umwandelten. Den Gebäudekomplex kaufte später ein örtlicher Unternehmer und baute ihn in eine Wurstfabrik um.